# Сан Кристобал
Сан Кристобал (шп. Ciudad de San Cristóbal) је главни град покрајине Сан Кристобал, Доминиканска Република. Основан је у 16. веку. У њему је конституисан први устав Доминиканске Републике. Такође у овом граду је рођен и сахрањен доминикански диктатор Рафаел Леонидас Трухиљо.